# Курятина

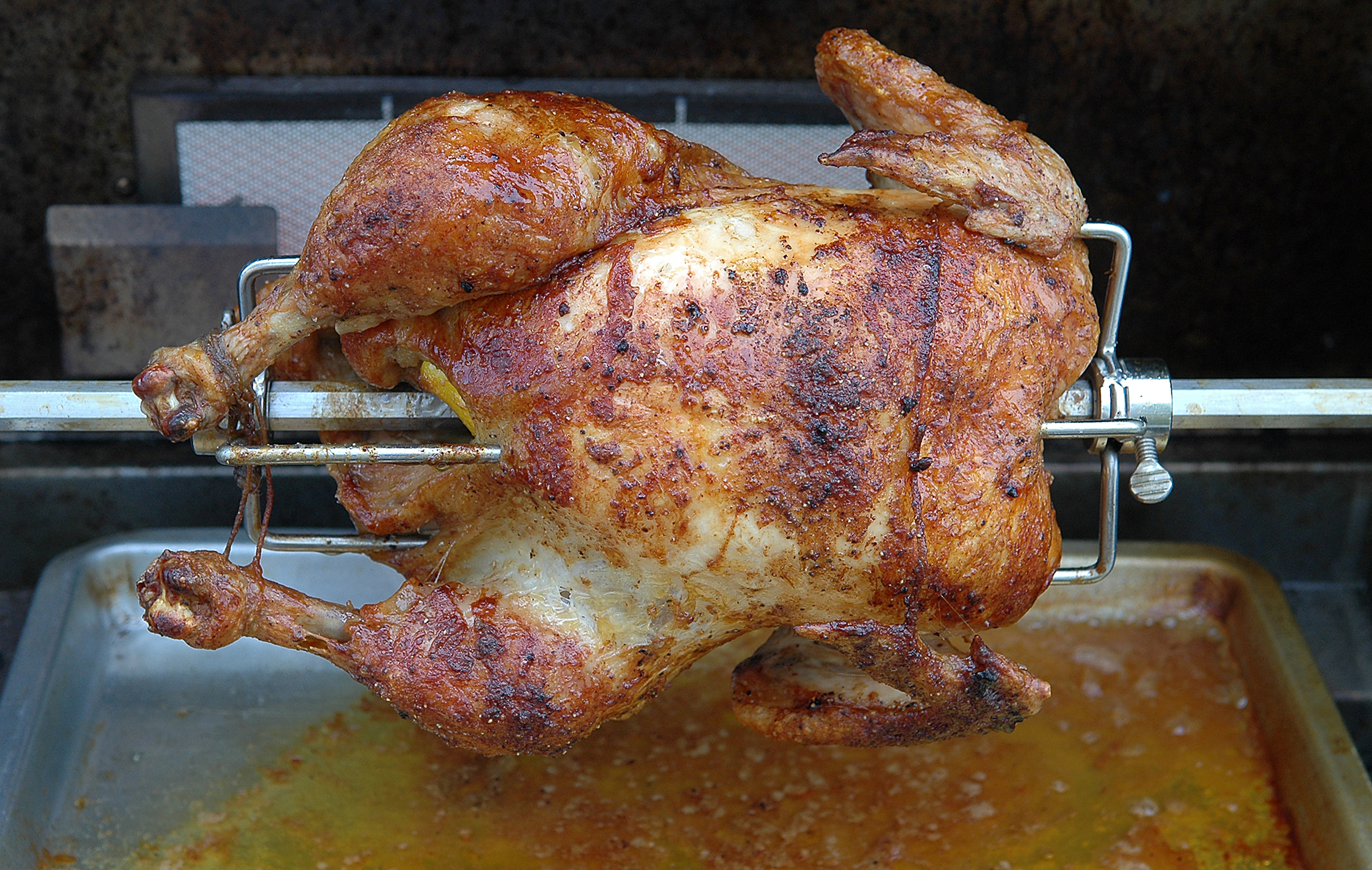
Приготовление курицы на гриле

Куря́тина — кулинарное и промышленное наименование куриного мяса. Этот вид птичьего мяса является самым распространённым в мире.
Из-за относительной простоты и низкой стоимости выращивания кур по сравнению с такими животными, как крупный рогатый скот или свиньи, курятина преобладает во многих кухнях мира.
Курицу можно приготовить самыми разными способами, включая запекание, приготовление на гриле, барбекю, жарку и варку. Со второй половины XX века курятина стала одним из основных продуктов быстрого питания. Курятина иногда упоминается как более полезная для здоровья, чем красное мясо, с более низким содержанием холестерина и насыщенных жиров.
Отрасль птицеводства, которая занимается выращиванием кур, применяет разные методы в разных частях мира. В развитых странах куры обычно выращиваются с использованием методов интенсивного сельского хозяйства, в то время как менее развитые страны выращивают кур с использованием более традиционных методов ведения сельского хозяйства. По оценкам Организации Объединенных Наций, в 2011 году на Земле насчитывалось 19 миллиардов кур, что превышало численность людей более чем в два раза.
Куриное мясо содержит примерно в два—три раза больше полиненасыщенных жиров, чем большинство видов красного мяса, при измерении в процентах по массе.
Мясо курицы обычно содержит мало жира (за исключением каплунов). Жир сильно сконцентрирован на коже. Порция запеченной куриной грудки в 100 г содержит 4 г жира и 31 г белка, по сравнению с 10 г жира и 27 г белка в той же порции жареного постного стейка.

## История
Современная курица является потомком гибридов банкивской джунглевой курицы и серой джунглевой курицы, впервые выращенных тысячи лет назад в северных частях Индийского субконтинента.
Курица как мясо изображалась на вавилонских резных фигурках примерно с 600 г. до н. э. Курятина была одним из наиболее распространенных видов мяса в средние века. На протяжении тысячелетий в большинстве стран Восточного полушария употребляли в пищу различные виды куриного мяса, включая каплунов, пулярок и обыкновенных кур. Куриное мясо было одним из основных ингредиентов бланманже — блюда, обычно состоявшего из тушёной курицы и жареного лука, приготовленных на молоке и приправленных специями и сахаром.
В Соединенных Штатах в 1800-х годах курятина была дороже другого мяса. Потребление курятины в США увеличилось во время Второй мировой войны из-за нехватки говядины и свинины. В Европе потребление курятины превысило потребление говядины и телятины в 1996 году, что связано с распространением и информированностью потребителей о губчатой энцефалопатии крупного рогатого скота (коровьем бешенстве).

## Выращивание
Современные породы кур, такие как Корнуэльская порода, разводятся специально для производства мяса, с упором на соотношение затраченного корма и мяса, производимого животным. Наиболее распространенные породы кур, потребляемых в США, — это Корнуэльская порода и Уайт Рок.
Цыплят, выращенных специально для получения мяса, называют бройлерами. В США бройлеров обычно забивают в молодом возрасте. Современные гибриды Корнуэльской породы, например, забивают уже через 8 недель для жарки на сковороде и через 12 недель для жарки на открытом огне (барбекю).
Каплуны (кастрированные петухи) дают больше мяса и оно более жирное. По этой причине они считаются деликатесом и были особенно популярны в средние века.

## Используемые части

### Основные
- Грудка — белое мясо, относительно сухое. Грудка состоит из двух сегментов, которые продаются вместе на грудной кости, но разделяются и продаются как филе без грудной кости[17];
- Нога состоит из двух сегментов: голень — тёмное мясо нижней части ноги и бедро — тоже тёмное мясо верхней части ноги. Могут продаваться как по отдельности, так и нога целиком;
- Крыло состоит из трех сегментов: плечо в форме маленькой голени — белое мясо, средний сегмент предплечья, содержащий две кости, и кончик (или кисть) крыла, часто неиспользуемый.

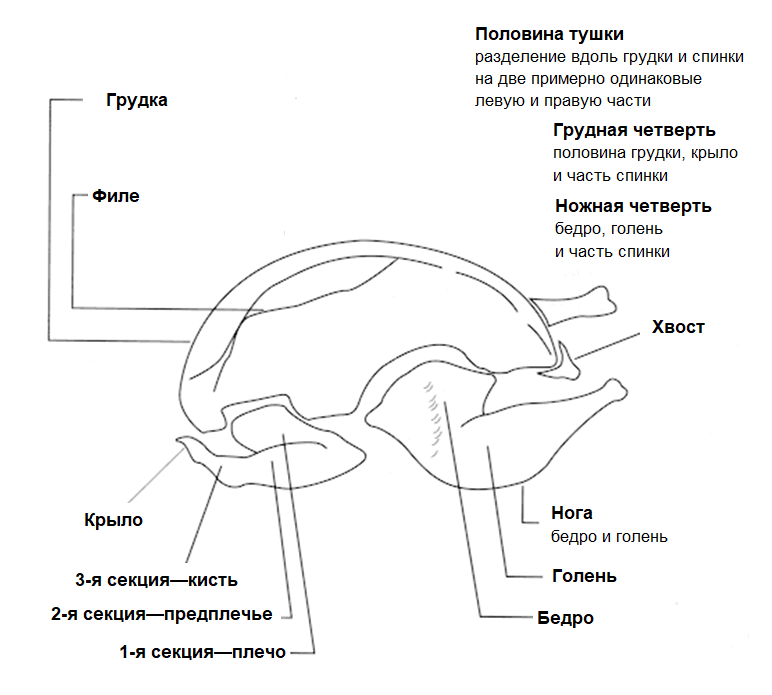
Части курицы

### Второстепенные
- Куриные лапки: в них относительно мало мяса, и их едят в основном из-за кожи и хрящей. Хотя они считаются экзотикой в западной кухне, они распространены в других кухнях, особенно в странах Карибского бассейна[англ.], Китае и Вьетнаме;
- Потроха: такие органы, как сердца, желудки и печень, могут продаваться с неразделанной курицей или отдельно. Используются в различных блюдах, из печени изготавливают паштет;
- Голова: считается деликатесом в Китае. Голова разделяется пополам, а мозг и другие ткани съедаются;
- Почки: обычно их оставляют при переработке тушки бройлера, они находятся в глубоких карманах с каждой стороны позвоночника;
- Шея: используется в различных азиатских блюдах. Из него делают хельзель у евреев-ашкенази[англ.].
- Устрицы[англ.]: это маленькие круглые кусочки тёмного мяса, расположенные на спине, около бедра, часто считаются деликатесом[18].
- Пигостиль (куриные ягодицы) и яички: их обычно едят в Восточной Азии и некоторых частях Юго-Восточной Азии.

### Побочные продукты
- Кровь: сразу после убоя кровь может сливаться в ёмкость. Затем она используется в различных продуктах. Во многих азиатских странах кровь наливают в низкие цилиндрические формы и оставляют застывать в виде дисков для продажи. Их обычно нарезают кубиками и используют в суповых блюдах;
- Каркас: после удаления мякоти используется для приготовления бульона[19];
- Куриные яйца: самый известный и широко потребляемый побочный продукт;
- Сердечки: в бразильских чурраско куриные сердечки часто считаются деликатесом[20];
- Шмальц: производится путем вытапливания жира и используется в различных блюдах.

## Риски для здоровья потребителей

### Использование роксарсона в курином производстве
В промышленном производстве цыплятам вводят кормовую добавку роксарсон, мышьякорганическое соединение, которое частично разлагается на неорганический мышьяк, содержащийся в мясе цыплят и в их фекалиях, которые часто используются в качестве удобрения. Соединение используется для борьбы с болезнетворными микроорганизмами желудка и способствует росту птиц. В выборке 2013 года, проведённой школой общественного здравоохранения Джонса Хопкинса для куриного мяса от производителей домашней птицы, которые использовали роксарсон, 70 % образцов в США имели уровни, превышающие пределы безопасности, установленные Управлением по санитарному надзору за качеством пищевых продуктов и медикаментов США (FDA). С тех пор FDA пересмотрело свою позицию в отношении безопасных пределов содержания неорганического мышьяка в кормах для животных, заявив, что «любое новое лекарство для животных, которое способствует общей нагрузке неорганическим мышьяком, представляет потенциальную опасность».

### Устойчивость к антибиотикам
Под эгидой Канадской интегрированной программы по устойчивости к противомикробным препаратам (CIPARS) было установлено, что устойчивость к цефалоспорину у людей коррелирует с использованием этого препарата в птицеводстве. Запрещённый[уточнить] антибиотик цефтиофур обычно вводят в яйца в Квебеке и Онтарио, чтобы предотвратить заражение птенцов. Хотя промышленность оспаривает эти данные, устойчивость к антибиотикам у людей, по-видимому, напрямую связана с использованием антибиотиков в яйцах.
Было показано, что почти половина (47 %) мяса и птицы в продуктовых магазинах США была заражена золотистым стафилококком, причем более половины (52 %) этих бактерий были устойчивы к антибиотикам. Кроме того, согласно оценкам FDA, более 25 % кур в розничной торговле устойчивы к пяти или более различным классам антибиотиков в Соединенных Штатах. По оценкам, 90—100 % обычных цыплят содержат, по крайней мере, одну форму микроорганизмов, устойчивых к антибиотикам, в то время как органические цыплята, как установлено, имеют более низкую заболеваемость — 84 %.

### Загрязнение фекалиями
В ходе случайных исследований продуктов из курицы в Соединенных Штатах в 2012 году Комитет врачей по ответственной медицине обнаружил, что 48 % образцов содержат следы фекалий. На большинстве коммерческих птицефабрик цыплята проводят всю свою жизнь стоя, лежа и живя в собственном помёте, смешанном с подстилочным материалом (например, опилками, стружкой, измельченной соломой и т. п.).
Во время транспортировки с птицеферм на скотобойню кур обычно помещают в транспортные ящики с решётчатым полом. Эти ящики затем складываются на грузовик в штабеля высотой от 5 до 10 рядов. Во время перевозки куры продолжают испражняться, и этот куриный помёт оседает в переполненных клетках, загрязняя перья и кожу, а также попадает на кур и клетки на нижних уровнях штабеля. К тому времени, когда грузовик подъезжает к скотобойне, кожа и перья большинства кур уже загрязнены фекалиями.
В кишечнике также присутствуют каловые массы. В то время как в процессе убоя удаляются перья и кишечники, удаляются только видимые фекалии. Высокоскоростные автоматизированные процессы на бойне не предназначены для удаления фекальных загрязнений с перьев и кожи. Высокоскоростное технологическое оборудование имеет тенденцию распылять загрязнение на птиц, спускающихся по технологической линии, и оборудование на самой линии. В одной или нескольких точках технологической линии используются химические спреи и ванны (например, отбеливатель, кислоты, перекиси и т. д.), чтобы частично смыть или обеззаразить эти бактериальные загрязнения. К сожалению, фекальное загрязнение, если оно произошло, невозможно полностью удалить, особенно в различных мембранах между кожей и мышцами.
Поскольку линии убоя обрабатывают до 140 голов в минуту, инспекторы по безопасности не имеют достаточно времени, чтобы должным образом исследовать видимые фекалии. Министерство сельского хозяйства США в настоящее время разрешает некоторым бойням работать с неограниченной производительностью линии (то есть со скоростью более 140 голов в минуту), что ещё больше усугубляет проблему фекального загрязнения.

## Приготовление

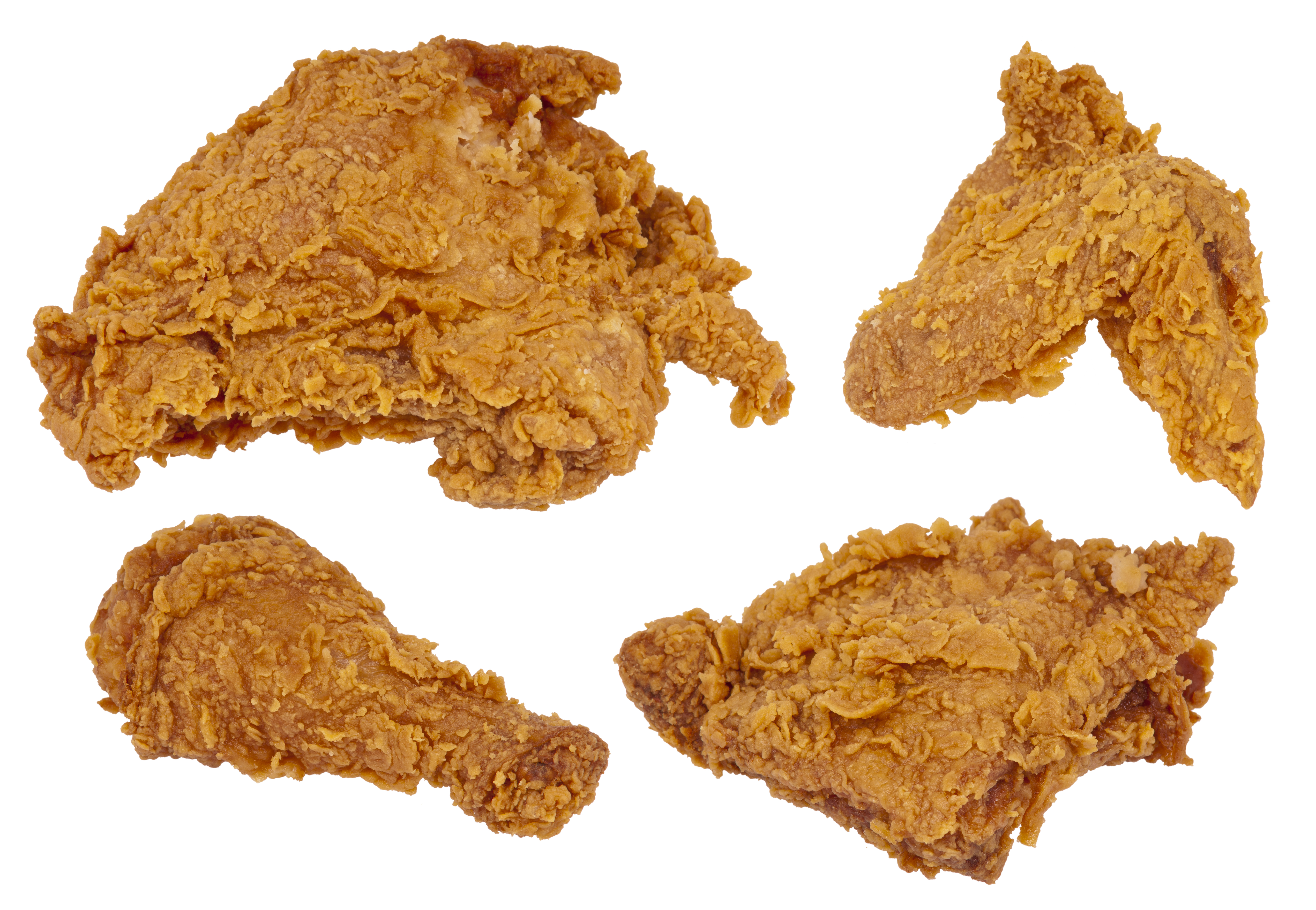
Курица во фритюре в стиле KFC. По часовой стрелке → грудка, крылышко, бедро и голень

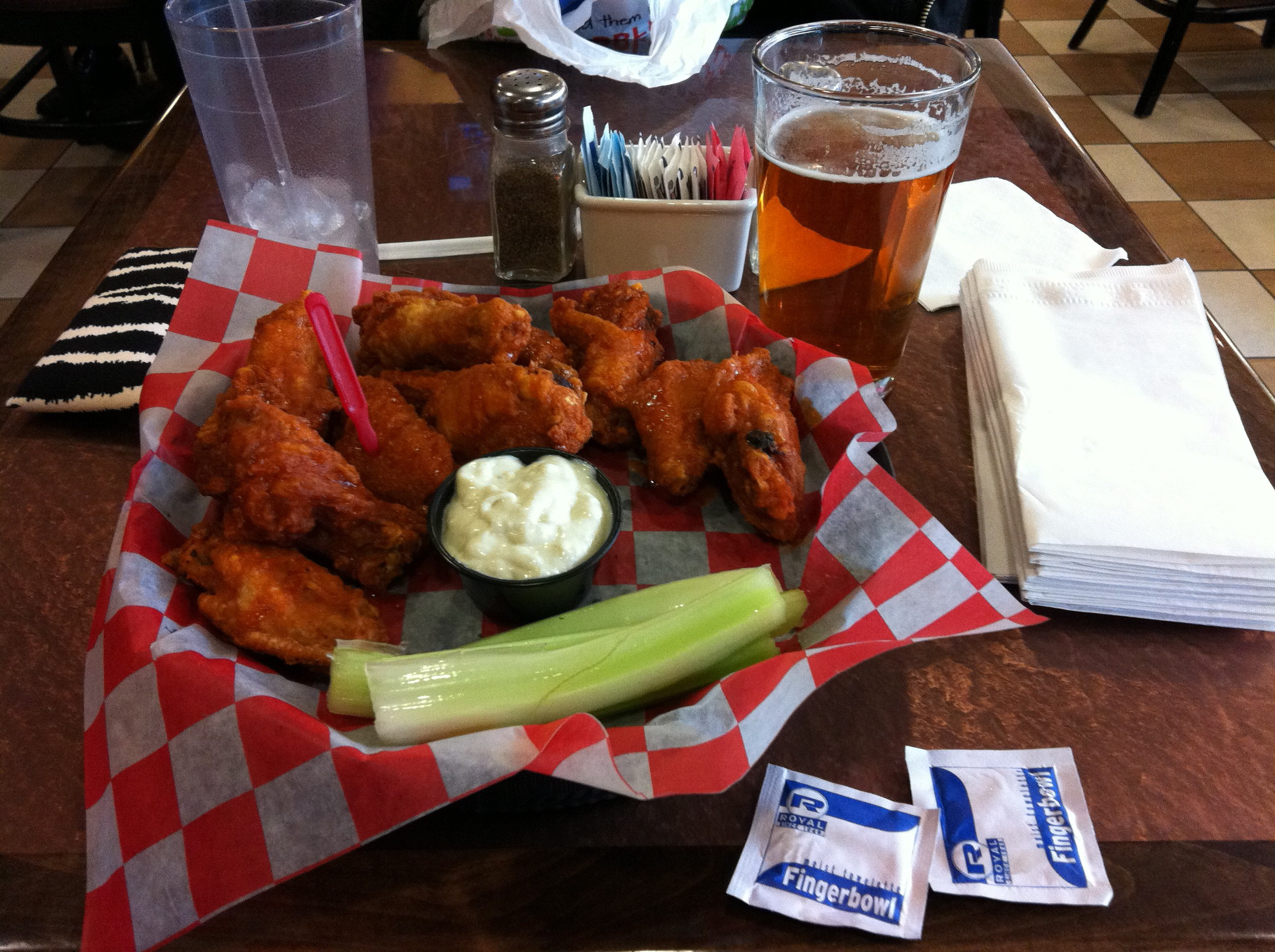
Крылышки Буффало в фастфуде

Сырое куриное мясо может содержать сальмонеллу. Минимальная безопасная температура приготовления, рекомендованная Министерством здравоохранения и социальных служб США составляет 74 °C для предотвращения болезней, вызываемых бактериями и паразитами. Однако в Японии сырую курицу иногда употребляют в блюде под названием торисаси, которое представляет собой нарезанную сырую курицу, подаваемую в стиле сашими.
Курицу можно приготовить разными способами. Из неё можно делать колбасы, готовить шашлык, добавлять в салаты, панировать и обжаривать во фритюре, а также использовать в различных карри или готовить супы. Существуют значительные различия в методах приготовления в кухнях разных народов. Самые распространенные методы включают отваривание, запекание, тушение, жарку во фритюре или на сковороде и приготовление на гриле. В западной кухне для фаст-фудов курица часто готовится во фритюре для таких блюд, как жареный цыпленок, куриные наггетсы или крылышки Буффало. Её также часто готовят на гриле для салатов или тако.
Куры в продаже часто имеют этикетки, такие например как «для гриля», которые предлагают способ приготовления, основанный на типе курицы. Хотя эти ярлыки являются лишь рекомендациями, куры с этикетками «для тушёного мяса» часто не подходят для приготовления другими методами.

## Замораживание
Сырая курица дольше сохраняет свои качества в морозильной камере, так как во время приготовления теряется влага. Питательная ценность курицы при хранении в морозильной камере меняется незначительно. Однако для оптимального качества рекомендуется максимальное время хранения в морозильной камере: 12 месяцев для сырых целых кур, 9 месяцев для сырых частей курицы, 3—4 месяца для сырых куриных потрохов и 4 месяца для варёной курицы. Замораживание обычно не вызывает изменения цвета птицы, но кости и мясо рядом с ними могут потемнеть. Это потемнение костей возникает, когда пигмент просачивается через пористые кости молодой птицы в окружающие ткани при замораживании и оттаивании мяса птицы.
Замораживать курицу прямо в оригинальной упаковке безопасно, но такая упаковка воздухопроницаема, и ее качество со временем может ухудшиться. Поэтому при длительном хранении рекомендуется упаковать курицу дополнительным слоем упаковки. Неоткрытые вакуумные упаковки рекомендуется замораживать как есть. Если упаковка случайно порвалась или открылась, когда еда находилась в морозильной камере, еда по-прежнему безопасна для использования, но все же рекомендуется перепаковать её. Курицу следует держать подальше от других продуктов, потому что если она начнёт таять, её сок будет капать на другие продукты. Если ранее замороженная курица куплена в розничном магазине, ее можно повторно заморозить.
Курицу можно приготовить из замороженного состояния или предварительно разморозить, но на приготовление уйдет примерно в полтора раза больше времени. Существует три общепринятых безопасных метода разморозки замороженной курицы: в холодильнике, в холодной воде или в микроволновой печи. Эти методы одобрены FDA как безопасные, поскольку они минимизируют риск роста бактерий. Бактерии выживают, но не растут при отрицательных температурах. Однако, если замороженные приготовленные продукты не размораживаются должным образом и не разогреваются до температур, убивающих бактерии, шансы заразиться болезнями пищевого происхождения значительно увеличиваются.

## Галерея

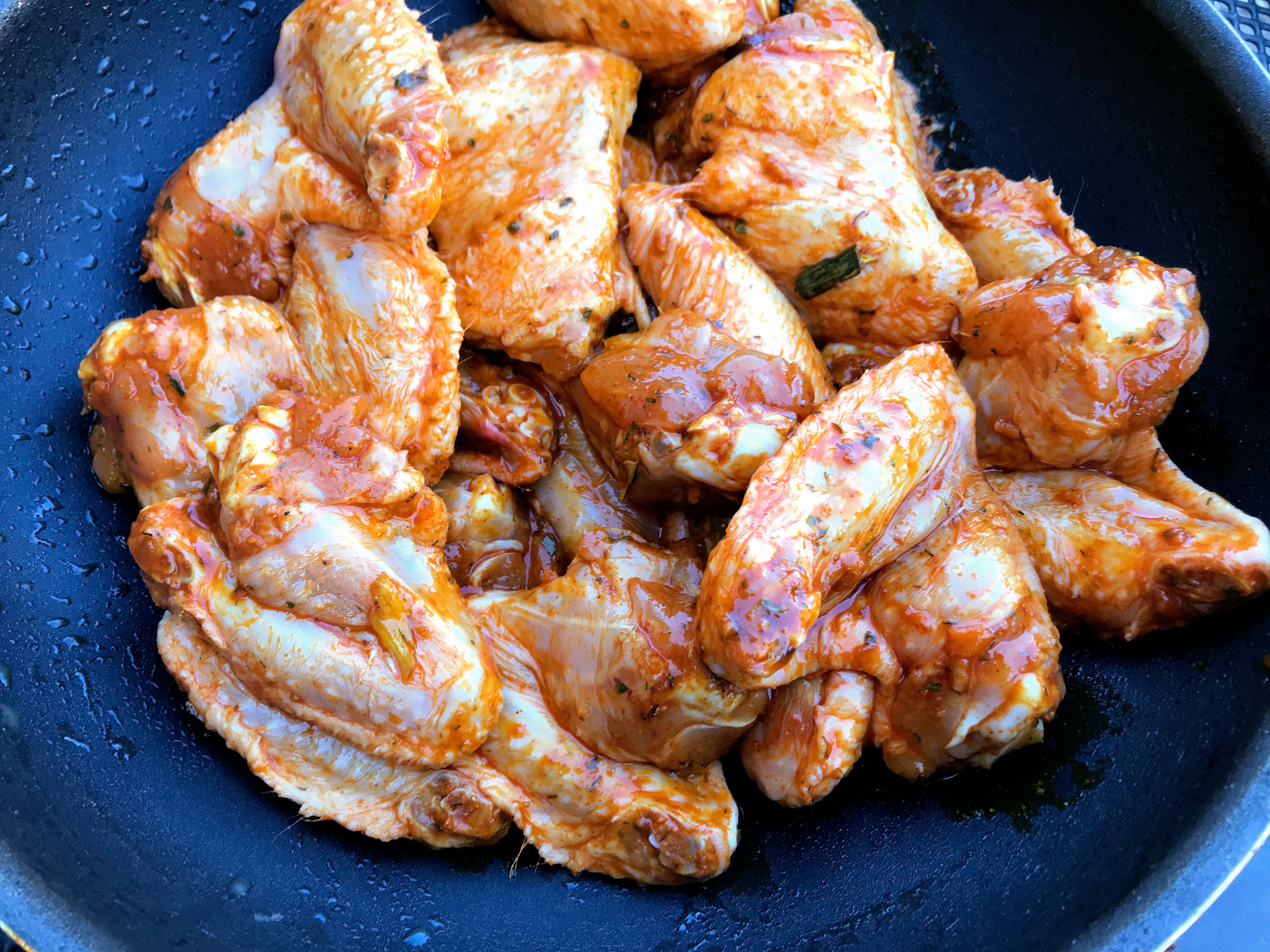
Маринованые куриные крылья
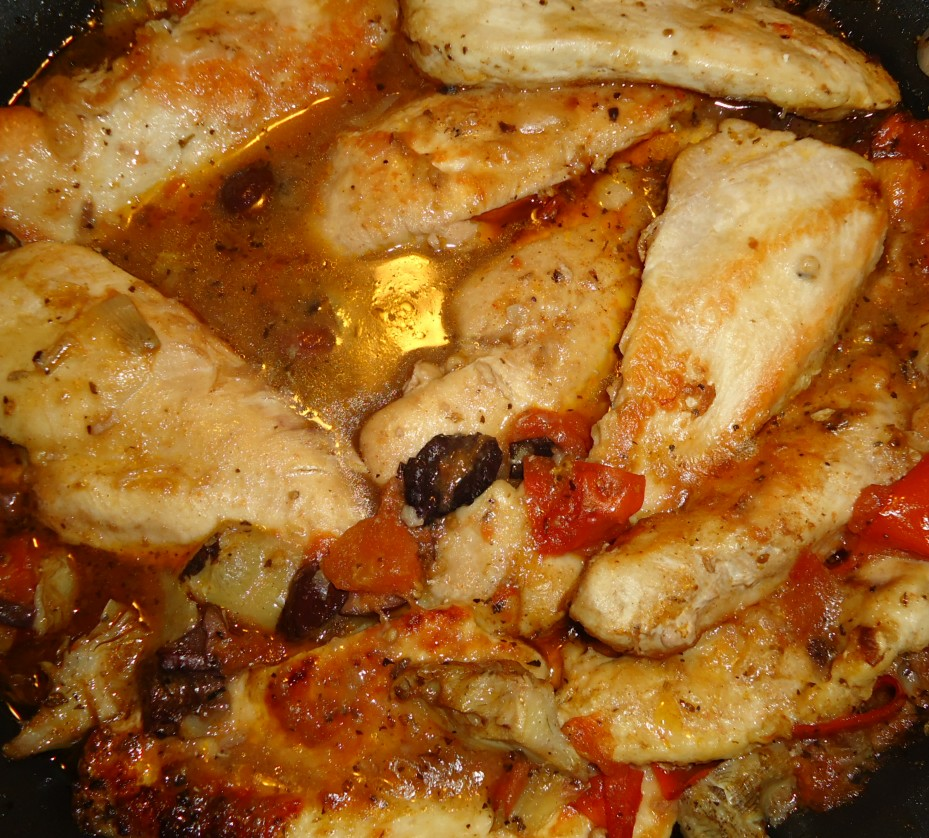
Курица с грибами, помидорами и пряностями
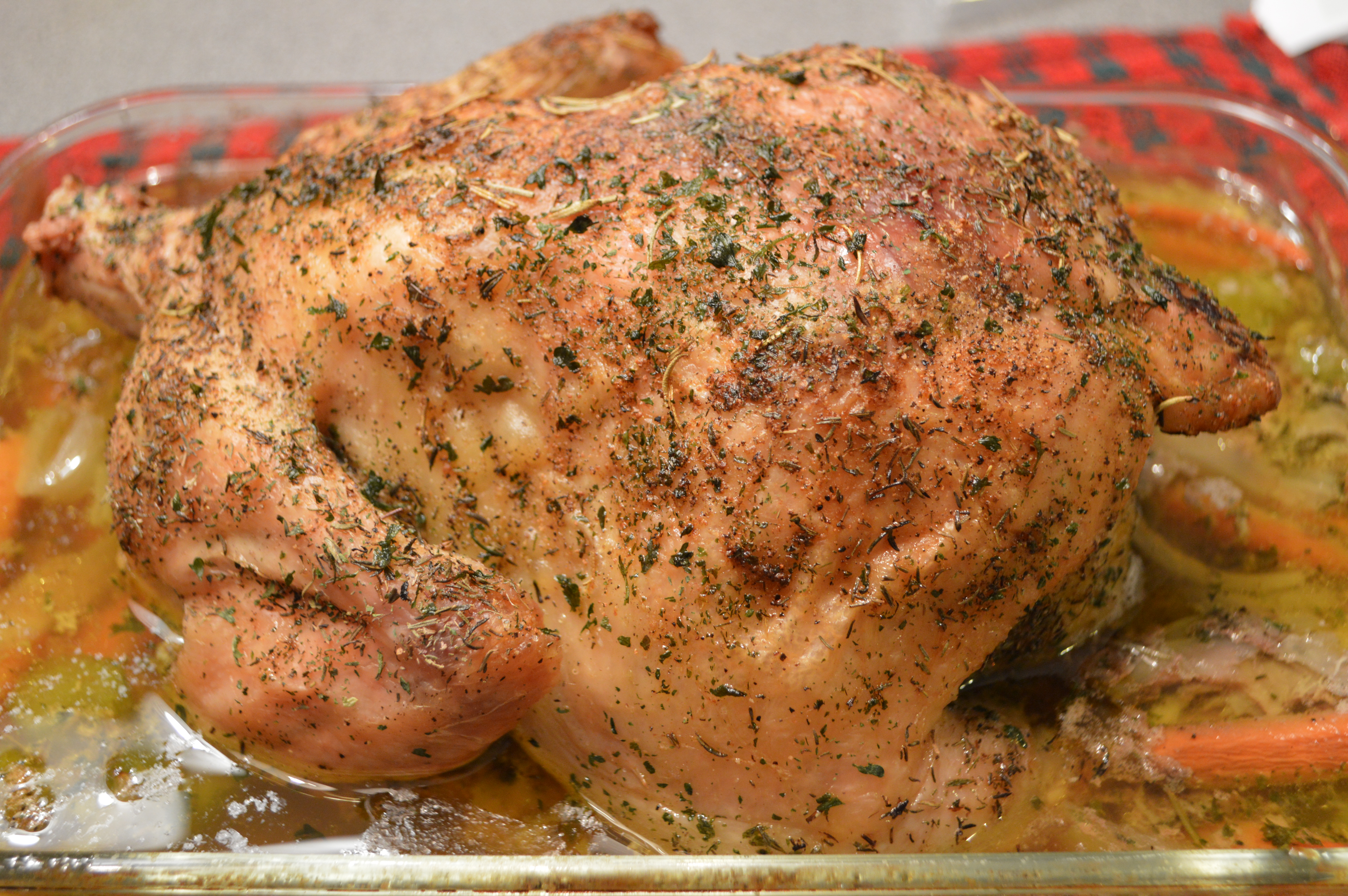
Жареная курица с густым овощным соусом
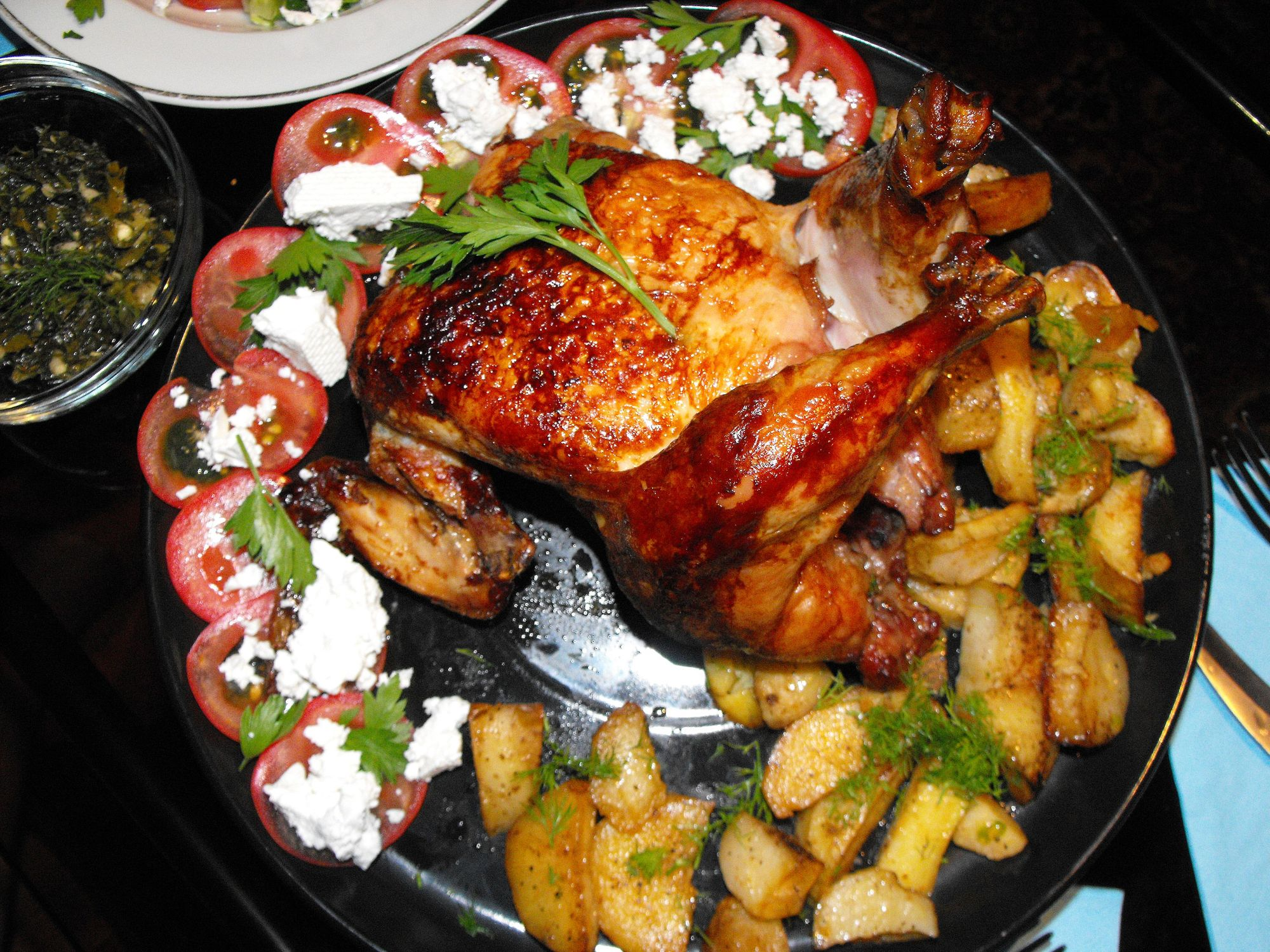
Запечёная курица с картофелем
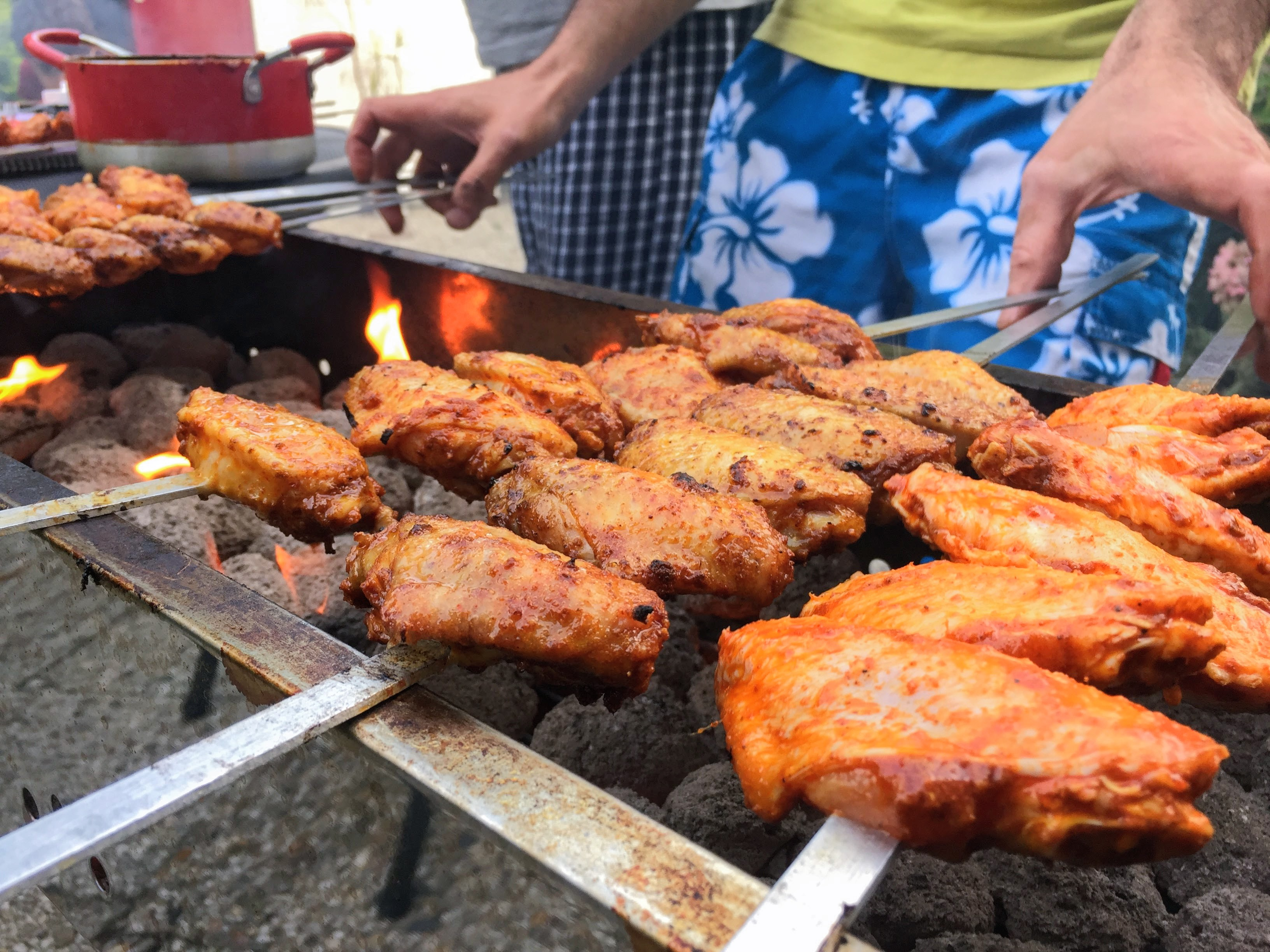
Барбекю из куриных крылышек
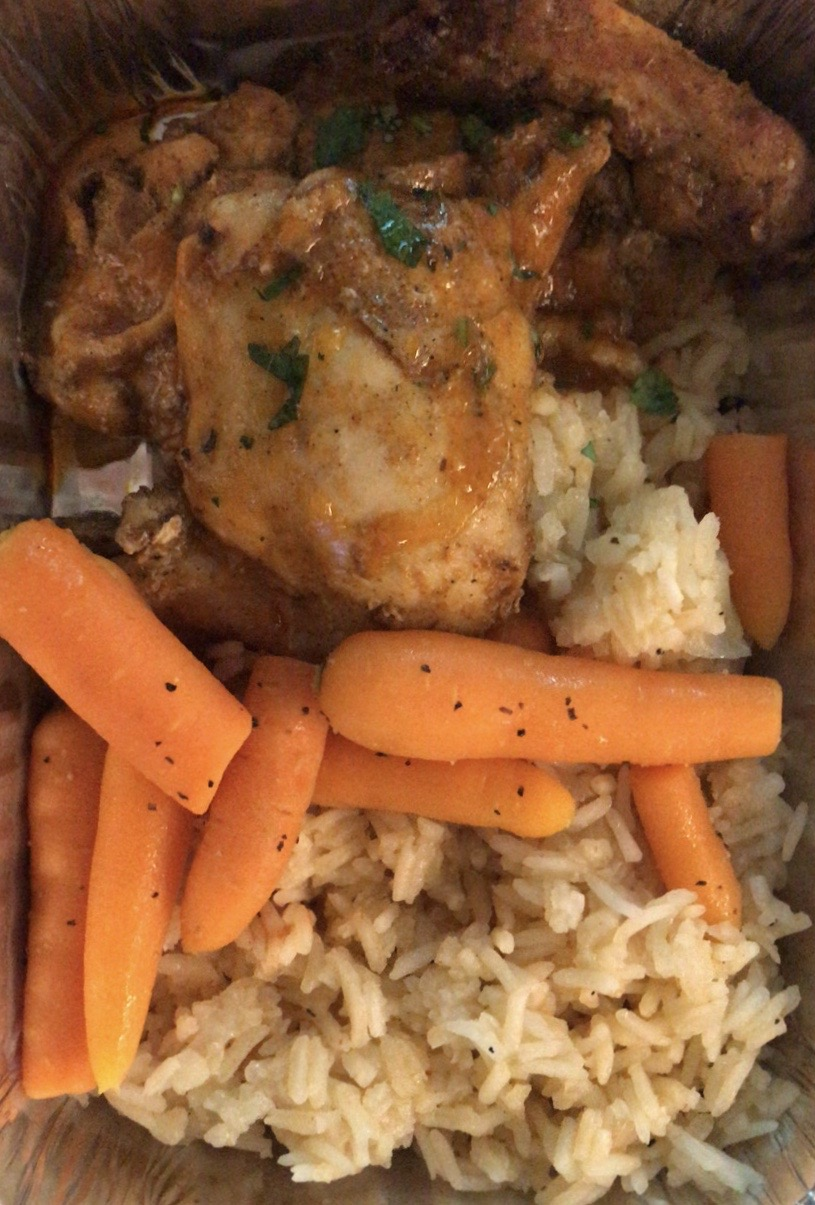
Блюдо из цыплёнка с гарниром из риса и моркови

## Рестораны специализирующиеся на блюдах из курятины
- KFC
- California Fried Chicken
- Chick-fil-A
- Mary Brown’s
- Church’s Chicken